# Libor Škrlík
Libor Škrlík (* 25. září 1966 Chrudim) je český výtvarník, známý především jako autor nástěnných maleb v dětských odděleních nemocnic.

## Život
Libor Škrlík pochází z Chrudimi, kde také žije. Vystudoval gymnázium v Chrudimi a posléze dějepis a pedagogiku v Hradci Králové. Pracoval jako vychovatel a učitel, ale od roku 2000 se věnuje výhradně výtvarné tvorbě. Je ženatý a má syna.

## Dílo
Škrlíkovy první obrazy vznikly pod vedením Miroslava Částka, chrudimská zákoutí Škrlík maluje od roku 1992. Jedná se o desítky olejomaleb a nástěnných maleb ve veřejných prostorách města. V letech 1994–1995 pracoval ve studiu Bratři v triku na Barrandov. Z výtvarných aktivit u Škrlíka převládají nástěnné ěmalby, které v současné době tvoří převážně pro Nadační fond Zdeňky Žádníkové (nemocnice v Praze, Prostějově, Hradci Králové, Pardubicích, Liberci, Znojmě). Vedle toho najdeme Škrlíkovy malby i v mateřských a základních školách, ale například také na stěnách výslechové místnosti Policie ČR v Pardubicích. Jedná se vesměs o promyšlené koncepty, které mají jednak zlidštit atmosféru nemocničního prostředí, ale zahrnují také specifická témata daného místa, například jeho pamětihodnosti, slavné rodáky, pověsti a pohádkové postavy. Součástí Škrlíkovy tvorby je také zdobení nábytku. Jednou z autorových oblíbených postav se stal Čenda Buráček, obrýlený cestovatel, Škrlík jeho postavu použil v jeho dosud třech vydaných komiksových knihách: Cestovatel Čenda Buráček a neposlušná hlína (2012), Cestovatel Čenda Buráček a zlatá bobule (2012), Cestovatel Čenda Buráček a létající bobr (2013). Tato postava se objevila také ve Čtyřlístku pod názvem Čenda buráček a svátek smíchu.

## Galerie

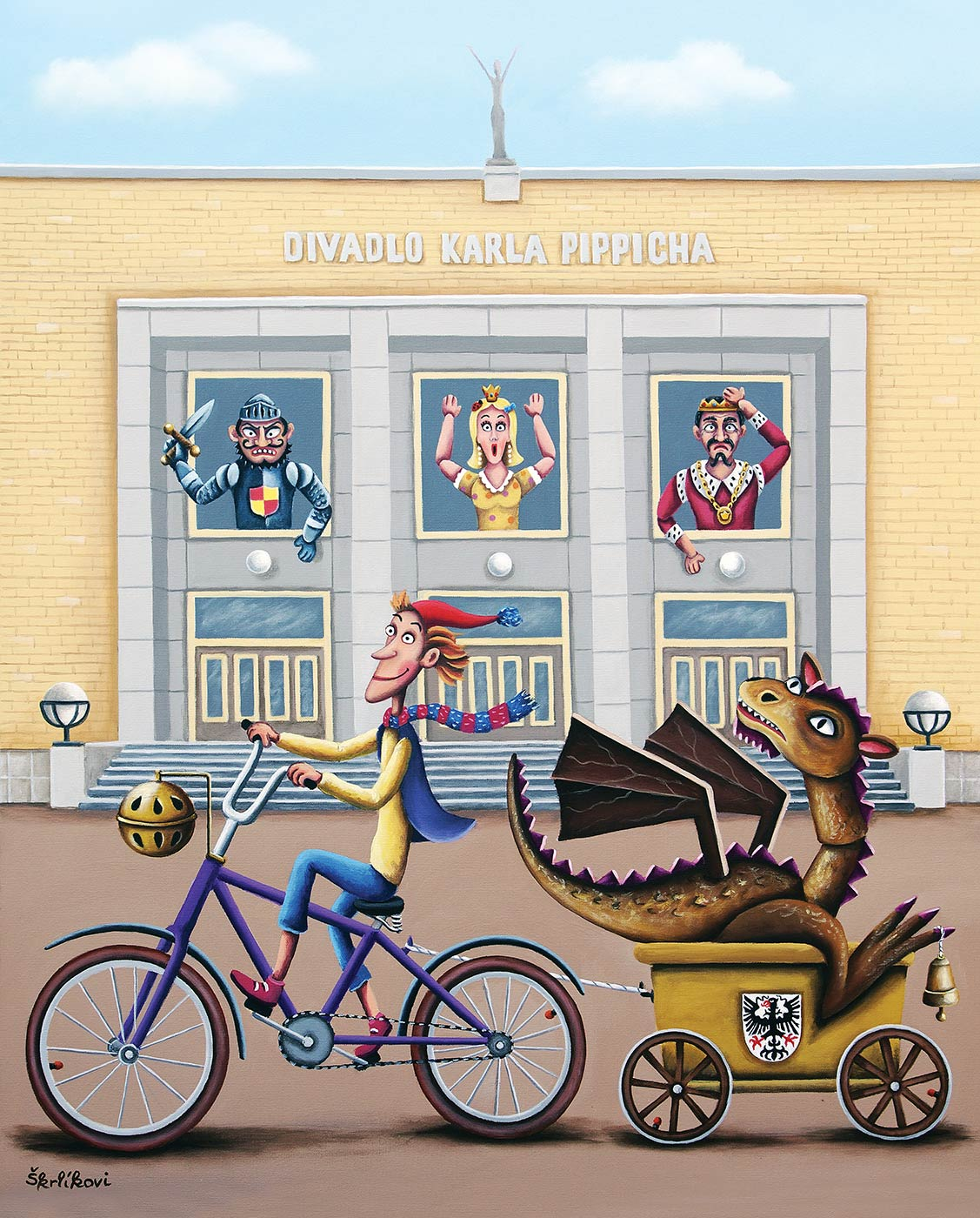
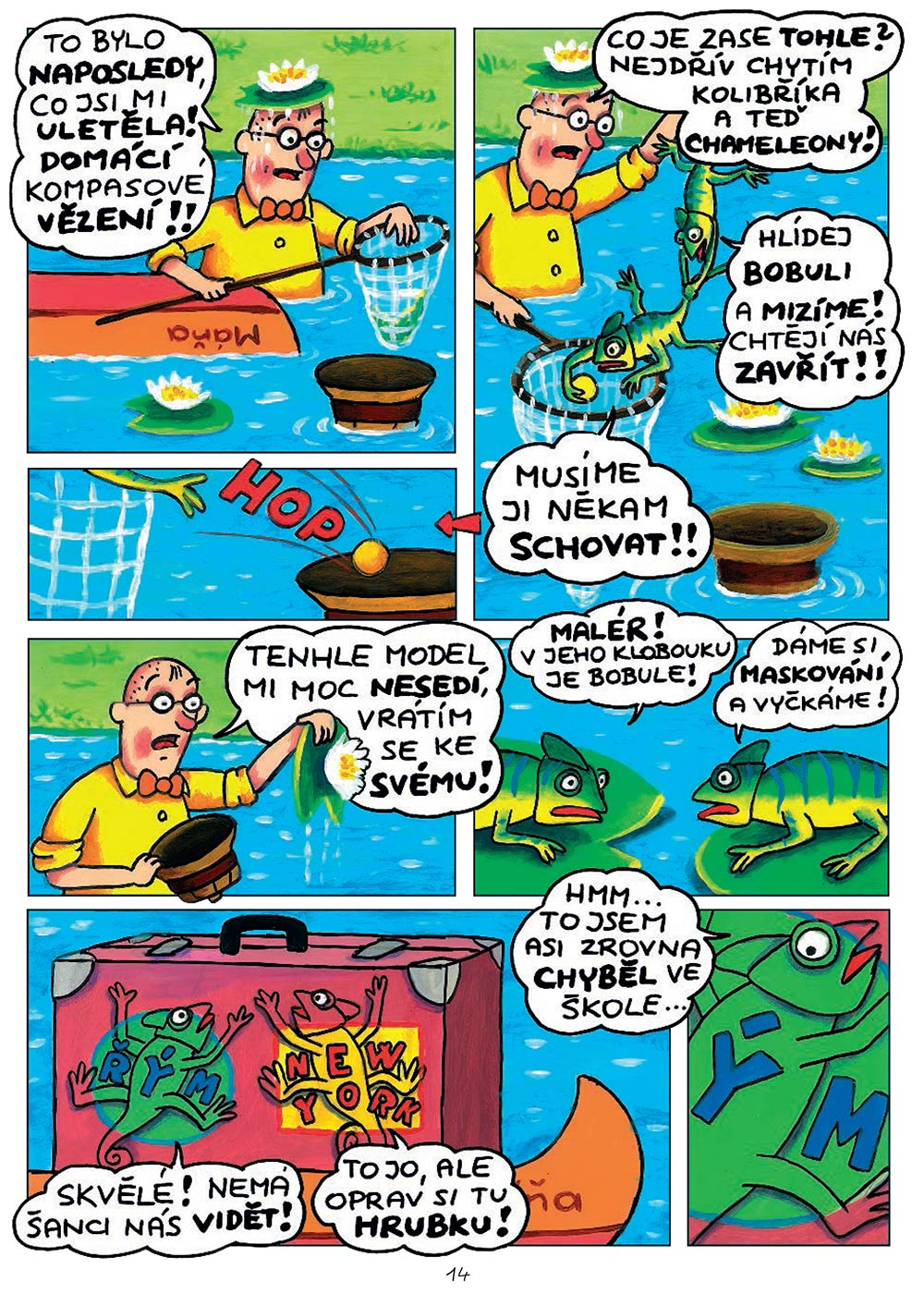
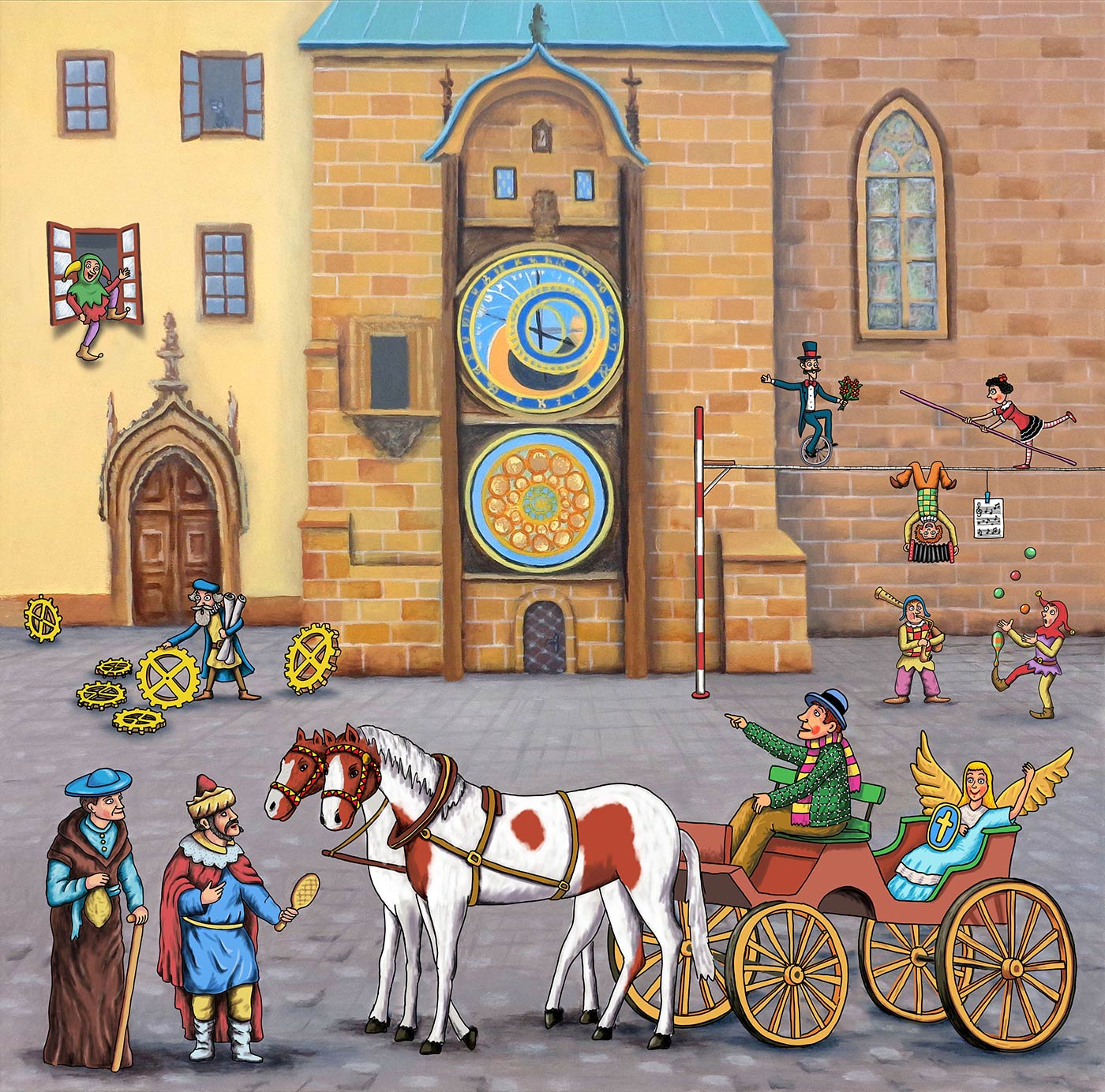